# Regenbogen (Album)
Regenbogen ist das vierte Studioalbum der deutschen Pop- und Schlagersängerin Vanessa Mai.

## Entstehung und Artwork
Wie schon beim Vorgängeralbum Für Dich wurden die meisten Titel des Albums vom deutschen Komponisten, Liedtexter und Produzenten Dieter Bohlen verfasst, er ist an zwölf von 18 Titeln als Autor beteiligt. Mit Ausnahme von Ich kann heut’ Nacht nicht schlafen schrieb er alle Stücke alleine, das besagte Stück schrieb er zusammen mit Vanessa Mai. Die restlichen fünf Titel wurden von weiteren einzelnen Autoren verfasst. Lediglich Lukas Loules (Lukas Hilbert) und Mai wirkten mit jeweils zwei Autorenbeteiligungen an mehr als einem Stück mit. Des Weiteren wirken auch Rapper wie F.R. (Fabian Römer) oder Kitty Kat (Katharina Löwel) als Autoren mit.
Alle von Bohlen geschriebenen Lieder, wurden auch von ebendiesem produziert. Als Koproduzent stand ihm Joachim „Jeo“ Mezei zur Seite. Dieser ist der Besitzer des Hamburger Jeopark Studios, in dem auch die Produktion erfolgte. Die restlichen Produktionen stammen von Silverjam (3 Titel) und Loulou (2 Titel). Das Mastering von Regenbogen erfolgte unter der Leitung von Mezei (13 Titel) und MM Sound (5 Titel). Abgemischt wurde das Album unter der Leitung von Choukri Gustmann (2 Titel), Mezei (16 Titel) und Lulou (2 Titel). Bei zwei Liedern wirkte Gustmann auch an der Programmierung mit. Neben den Produktionsarbeiten in den Jeopark Studios, erfolgten einige Produktionen in den ebenfalls in Hamburg beheimateten Madizin Studios. Regenbogen wurde unter dem Musiklabel Ariola (einem Sublabel von Sony Music Entertainment) veröffentlicht, unter anderem durch BMG Rights Management, Hanseatic, Kobalt Music und Warner/Chappell verlegt sowie durch Universal Music Publishing vertrieben.
Auf dem Frontcover des Albums ist lediglich – neben Künstlernamen und Albumtitel – Mai vor einem rosèfarbenen Hintergrund zu sehen. Sie trägt ein pinkes Kleid sowie schwarze, mit gelben Plüsch überzogene, Badeschuhe und sitzt mit dem Blick nach unten sowie gespreizten Beinen, auf dem Boden in Richtung des Betrachters. Die Arme drücken das nach oben rutschende Kleid nach unten, auf einem sich spiegelnden Untergrund. Im Inneren der CD befindet sich ein zwölfseitiges Begleitheft, das weitere Bilder sowie Liedtexte und die Mitwirkenden beinhaltet. Alle Bilder wurden von Sandra Ludewig geschossen. Das Artwork stammt von Ronald Reinsberg.

## Veröffentlichung und Promotion

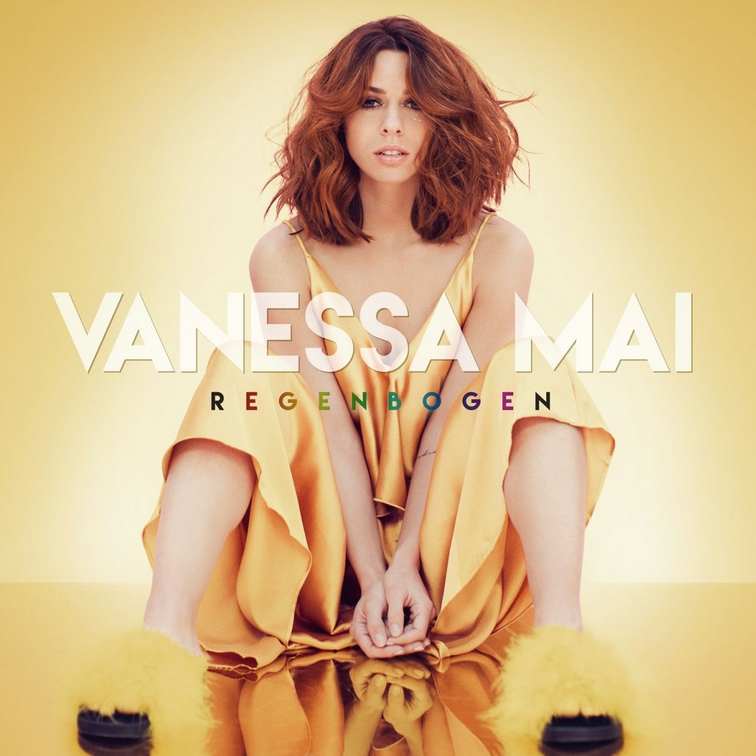
Frontcover der „Gold Edition“.

Die Erstveröffentlichung von Regenbogen erfolgte am 11. August 2017. Das Album besteht aus 17 neuen Studioaufnahmen und erschien ursprünglich als CD und Download. Zeitgleich erfolgte die Veröffentlichung zweier limitierter Ausführungen des Albums. Bei diesen handelt es sich um Boxset sowie eine CD, die um einen Bonustitel erweitert ist. Die Box ist auf 2.500 Einheiten limitiert und beinhaltet neben dem Album eine Karaoke-DVD, fünf Postkarten, einen Kalender für das Jahr 2018, ein DIN-A1-Poster des Coverbildes, ein Schlüsselband, neun Aufkleber sowie ein „Early-Entry-Pass“, der zum frühzeitigen Einlass bei allen Konzerten der Regenbogen Tour und zur Teilnahme am Soundcheck berechtigte. Die Karaoke-DVD trägt den Titel Regenbogen Karaoke Party und erschien zeitgleich auch als separate Veröffentlichung. Am 12. Januar 2018 erschien das Album in einer „Gold Edition“. Dieses besteht aus 19 Liedern und beinhaltet neben vier neuen Studioaufnahmen einige Originale des regulären Albums sowie einige Remixversionen. Wie in der Regenboxen-Box sind auch in der „Gold Edition“ 500 „Early-Entry-Pässe“, die nach dem Zufallsprinzip versteckt wurden sowie ein DIN-A4-Poster enthalten.
Um das Album und sich zu bewerben, folgten unter anderem Liveauftritte zur Hauptsendezeit bei Dirndl! Fertig! Los! – Die Oktoberfestshow 2017 und dem Schlagerboom 2017 im Ersten, der ZDF-Show Willkommen bei Carmen Nebel, der RTL-Show Die 2 – Gottschalk & Jauch gegen alle sowie der Schlagernacht in der Berliner Waldbühne im RBB. Es folgten weitere Auftritte im ZDF-Fernsehgarten, der NDR Talk Show, im Sat.1-Frühstücksfernsehen, dem ARD-Morgenmagazin, Donnschtig-Jass im SRF sowie den VIVA Top 100. Als offiziellen Werbepartner für die Albumveröffentlichung konnte man RTL Television für sich gewinnen. Über ihre sozialen Medien bewarb Mai schon Monate im Vorfeld das Album. Rund einen Monat vor der Veröffentlichung startete sie einen Countdown, in dem sie jeden Tag einen neuen Teaser präsentierte. Am 14. bzw. 15. Juni 2017 hatte Mai zwei Gastauftritte in den Folgen 6275 und 6276 von Gute Zeiten, schlechte Zeiten, wo sie im „Mauerwerk“ unter anderem Und wenn ich träum sang.

## Hintergrund

### Albumproduktion
In einem Interview begründete Mai den Albumtitel damit, dass ein Regenbogen ein „ganz wunderbares Zeichen“ sei. Er sei ein Symbol für Reinheit und Frische sowie für das neue Erleben nach dunkler Zeit. Es gäbe „eigentlich“ keinen Menschen, der sich nicht über einen Regenbogen freut. Sie verbinde damit sehr viel Positives wie Liebe, Hoffnung, Toleranz oder Gleichberechtigung. Sie hoffe, dass sie mit dem Titel viele verschiedene Menschen ansprechen kann. Und es passe auch, weil sie ein buntes Album haben wollte mit verschiedenen Facetten.
Weiter berichtete sie, dass sie bisher mit keinem Album so sehr sie selbst gewesen sei, wie diesmal. Mit keinem Album konnte sie sich so sehr identifizieren wie mit Regenbogen. „Es ist etwas ganz anderes, wenn man seine Gefühle, seinen Schmerz selbst in Worte fasst“ fügte sie an. Es seinen nicht alle Lieder von ihr, aber sie habe an allen Stücken mitgearbeitet; so konnte sie ihre Gefühle authentisch umsetzen. Mit den Titeln Nie wieder und Ich kann heut’ Nacht nicht schlafen veröffentlichte Mai erstmals zwei Stücke, die auch von ihr mitgeschrieben wurden. In Bezug auf die kommenden Konzerte ist sie der Meinung, dass sie dem Publikum hiermit noch intensiver ihre Geschichten erzählen könne, ihre eigenen Empfindungen noch plausibler machen könne. Das gäbe ihr enorme Sicherheit. Mai habe jetzt jahrelang wie ein Schwamm aufgesogen, was rund um sie geschah. Sie habe unendlich viel lernen können und jetzt sei es an der Zeit, das alles umzusetzen.

### Trennung von Bohlen
Rund zwei Monate nach der Veröffentlichung von Regenbogen kam es zur Trennung zwischen Bohlen und Mai. Es ist unklar, von wem die Trennung aus ging. Beide Seiten erklärten in diversen Interviews, dass sie die Trennung wollten. Nach dem viele Gazetten von einer „Schlammschlacht“ sprachen, tätigte Mai am 7. November 2017 über ihr Instagram-Profil folgende Aussage: „Dieter Bohlen. Ich weiß, manche von euch mögen ihn nicht, aber wenn ich es mal etwas merkwürdig sagen darf: Wir haben es Dieter zu verdanken, dass wir alle uns heute und noch die ganzen nächsten Jahre haben. Er hat uns in den letzten Jahren wahnsinnig unterstützt und für mich ist er ein ganz Großer der deutschen Musik! Und nun kommen einige Medien daher und wollen eine „Schlammschacht“ zwischen uns sehen. Aber die gibt es gar nicht! Es stimmt nur folgendes: Dieter wird für mein neues Album 2018 keine Songs beisteuern. Das ist vor allem eine Entscheidung für neue Impulse und vielleicht auch ein bisschen für etwas altbewährtes. Aber auf keinen Fall gegen Dieter.“ Bohlen gab in einem Interview mit Closer folgende Beweggründe für die Trennung an: Er habe die Vorstellung gehabt, dass die beiden mehr kommerziellen Schlager machen müssten. Mai hatte eine andere Vorstellung. Da bringe dann eine Zusammenarbeit wenig, weil es solle ja Spaß machen. Er wünsche ihr aber trotzdem alles Gute.
In ihrem Instagram-Post gab Mai überdies an, dass eine neue Reise bereits begonnen habe. Bei der Aussage um vielleicht zu etwas „altbewährten“ zurückzukehren, handelte es sich um die Rückkehr zu ihrem alten Musikproduzenten Felix Gauder, mit dem sie bereits für die Neuauflage bzw. die „Gold Edition“ von Regenbogen neue Stück aufnahm.

## Inhalt

### Regenbogen
Alle Liedtexte des Albums sind in deutscher Sprache verfasst und stammen größtenteils von Dieter Bohlen sowie weiteren einzeln auftretenden Autoren. Es handelt sich bei allen Stücken um Neukompositionen. Musikalisch bewegen sich die Lieder im Bereich des Popschlagers. Neben dem Hauptgesang von Mai sind im Hintergrund wie schon beim Vorgänger Für Dich wieder die Stimmen von Billy King und Christoph Leis-Bendorff zu hören. Weitere gesangliche Unterstützung erhielt sie durch Katerina Loules, Lukas Loules, Alex Prinz und Silverjam. Bei jedem ihrer Lieder wurde sie von verschiedenen Instrumentalisten begleitet (siehe Mitwirkende). Mai selbst ist der Meinung, dass Regenbogen ein Album sei, welches nicht aus einzelnen Liedern, quasi aus musikalischen Versatzstücken bestünde. Sie habe das Gefühl, es sei ein Album, bei dem es Spaß mache, es immer wieder ganz durchzuhören. Inhaltlich greifen die meisten Stücke des Albums die verschiedensten Facetten rund um das Thema Liebe auf.
| #  | Titel                                   | Autor(en)                                                    | Produzent(en)                              | Länge |
| -- | --------------------------------------- | ------------------------------------------------------------ | ------------------------------------------ | ----- |
| 1  | Und wenn ich träum                      | Dieter Bohlen                                                | Dieter Bohlen, Joachim Mezei (Koproduzent) | 3:35  |
| 2  | Regenbogen                              | Dieter Bohlen                                                | Dieter Bohlen, Joachim Mezei (Koproduzent) | 3:24  |
| 3  | Nie wieder                              | Katharina Löwel, Vanessa Mai, Bernhard Wittgruber            | Silverjam                                  | 3:49  |
| 4  | Ich vermiss dich so                     | Dieter Bohlen                                                | Dieter Bohlen, Joachim Mezei (Koproduzent) | 3:41  |
| 5  | Sternenmeer                             | Tobias Röger, Simon Werle                                    | Silverjam                                  | 3:28  |
| 6  | Liebe fragt nicht                       | Dieter Bohlen                                                | Dieter Bohlen, Joachim Mezei (Koproduzent) | 3:49  |
| 7  | Echo                                    | Alice Gernandt, Fabian Römer, Jaakko Salovaara, Patric Sarin | Silverjam                                  | 3:16  |
| 8  | Dieser eine Augenblick                  | Dieter Bohlen                                                | Dieter Bohlen, Joachim Mezei (Koproduzent) | 3:37  |
| 9  | Schönster Moment                        | Alexander Kronlund, Lukas Loules, Tryna Loules               | Lulou                                      | 3:19  |
| 10 | Wenn das wirklich Liebe ist             | John Ewbank, Lukas Loules                                    | Lulou                                      | 3:27  |
| 11 | Wolke                                   | Dieter Bohlen                                                | Dieter Bohlen, Joachim Mezei (Koproduzent) | 3:38  |
| 12 | Unbekannter Engel                       | Dieter Bohlen                                                | Dieter Bohlen, Joachim Mezei (Koproduzent) | 3:37  |
| 13 | Nachts an meinem Fenster                | Dieter Bohlen                                                | Dieter Bohlen, Joachim Mezei (Koproduzent) | 3:20  |
| 14 | Ja bei Nacht da leuchten all die Sterne | Dieter Bohlen                                                | Dieter Bohlen, Joachim Mezei (Koproduzent) | 3:34  |
| 15 | Unser Lied                              | Dieter Bohlen                                                | Dieter Bohlen, Joachim Mezei (Koproduzent) | 3:19  |
| 16 | Ich hätte niemals gedacht               | Dieter Bohlen                                                | Dieter Bohlen, Joachim Mezei (Koproduzent) | 3:59  |
| 17 | Ich kann heut’ Nacht nicht schlafen     | Dieter Bohlen, Vanessa Mai                                   | Dieter Bohlen, Joachim Mezei (Koproduzent) | 3:58  |
|    | Limitierte Special Edition              |                                                              |                                            |       |
| 18 | Mit dem Herz durch die Wand             | Dieter Bohlen                                                | Dieter Bohlen, Joachim Mezei (Koproduzent) | 3:41  |

### Regenbogen (Gold Edition)
Die „Gold Edition“ zu Regenbogen beinhaltet eine stark vom Original abweichende Titelliste. Es schafften es lediglich sechs Titel aus dem regulären Album – in seiner Originalversion – auf diese Neuauflage. Neben den Originalen befinden sich neun Remixe zu bereits zuvor veröffentlichten Stücken auf der „Gold Edition“. Die Remixe stammen unter anderem von Anstandslos & Durchgeknallt, Felix Gauder, Stefan Pössniker und Silverjam. Darüber hinaus sind mit 1.000 Lieder, Solange es dich gibt und Wo du bist drei Neukompositionen auf dem Album zu finden. Zu guter Letzt befindet sich mit Irgendwie, irgendwo, irgendwann eine Coverversion des Originals von Nena, aus dem Jahr 1984, auf der „Gold Edition“ wider. Das Stück war bereits Teil von Mais Livealbum Für Dich – Live aus Berlin.
Nachdem sich Mai im November des vergangenen Jahres von ihrem Produzenten Bohlen trennte, entstanden mit einer Ausnahme (Solange es dich gibt) alle Neuaufnahmen unter der Leitung des ehemaligen Wolkenfrei- und Mai-Produzenten Felix Gauder.
| #  | Titel                                                           | Autor(en)                                                    | Produzent(en)                              | Länge |
| -- | --------------------------------------------------------------- | ------------------------------------------------------------ | ------------------------------------------ | ----- |
| 1  | Wo du bist                                                      | Felix Gauder, Laura Kloos, Oli Nova                          | Felix Gauder                               | 3:57  |
| 2  | Regenbogen (Starchild Remix)                                    | Dieter Bohlen                                                | Felix Gauder                               | 3:43  |
| 3  | Regenbogen (Piano Version)                                      | Dieter Bohlen                                                | Felix Gauder                               | 3:48  |
| 4  | 1.000 Lieder                                                    | Felix Gauder, Lukas Loules, Oli Nova                         | Felix Gauder                               | 3:21  |
| 5  | Und wenn ich träum (Single Edit)                                | Dieter Bohlen                                                | Dieter Bohlen, Joachim Mezei (Koproduzent) | 3:35  |
| 6  | Nie wieder (Mania Mix)                                          | Katharina Löwel, Vanessa Mai, Bernhard Wittgruber            | Felix Gauder                               | 3:29  |
| 7  | Nie Wieder (Silverjam Remix)                                    | Katharina Löwel, Vanessa Mai, Bernhard Wittgruber            | Felix Gauder                               | 4:07  |
| 8  | Ich vermiss dich So                                             | Dieter Bohlen                                                | Dieter Bohlen, Joachim Mezei (Koproduzent) | 3:42  |
| 9  | Sternenmeer (Silverjam Remix)                                   | Tobias Röger, Simon Werle                                    | Felix Gauder                               | 3:25  |
| 10 | Liebe fragt nicht                                               | Dieter Bohlen                                                | Dieter Bohlen, Joachim Mezei (Koproduzent) | 3:50  |
| 11 | Irgendwie, irgendwo, irgendwann                                 | Jörn-Uwe Fahrenkrog-Petersen, Carlo Karges                   | Felix Gauder                               | 4:25  |
| 12 | Echo (Silverjam Remix)                                          | Alice Gernandt, Fabian Römer, Jaakko Salovaara, Patric Sarin | Felix Gauder                               | 3:39  |
| 13 | Dieser eine Augenblick                                          | Dieter Bohlen                                                | Dieter Bohlen, Joachim Mezei (Koproduzent) | 3:38  |
| 14 | Schönster Moment (Anstandslos & Durchgeknallt Remix)            | Alexander Kronlund, Lukas Loules, Tryna Loules               | Felix Gauder                               | 3:04  |
| 15 | Wenn das wirklich Liebe ist (Anstandslos & Durchgeknallt Remix) | John Ewbank, Lukas Loules                                    | Felix Gauder                               | 3:12  |
| 16 | Unbekannter Engel                                               | Dieter Bohlen                                                | Dieter Bohlen, Joachim Mezei (Koproduzent) | 3:38  |
| 17 | Ich hätte niemals gedacht                                       | Dieter Bohlen                                                | Dieter Bohlen, Joachim Mezei (Koproduzent) | 4:00  |
| 18 | Ich kann heut Nacht nicht schlafen                              | Dieter Bohlen, Vanessa Mai                                   | Dieter Bohlen, Joachim Mezei (Koproduzent) | 3:59  |
| 19 | Solange es dich gibt                                            | Dieter Bohlen                                                | Dieter Bohlen, Joachim Mezei (Koproduzent) | 3:30  |

## Regenbogen Tour

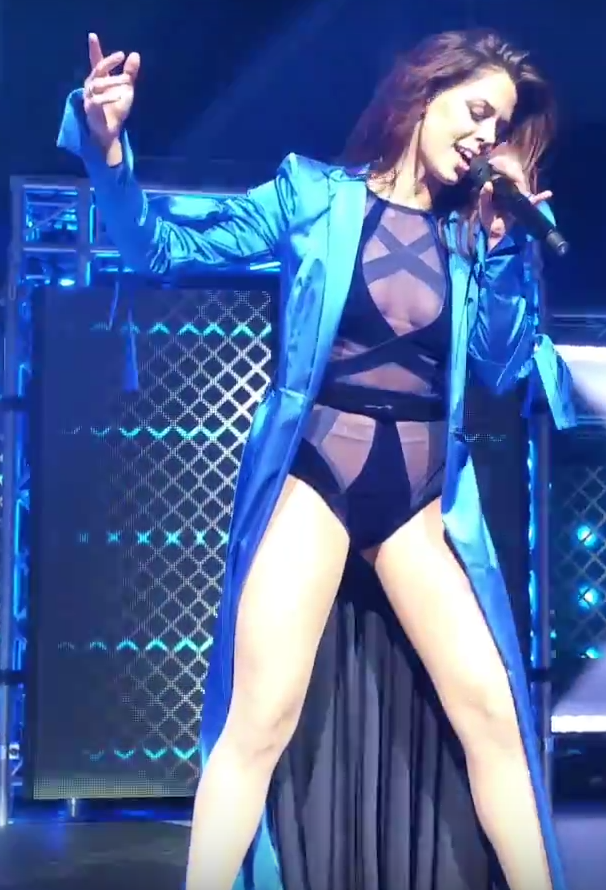
Vanessa Mai live in Mannheim.

Bei der Regenbogen Tour handelte es sich um die zweite eigenständige Konzertreihe Mais als Hauptact. Die Tour erstreckte sich über einen Zeitraum von eineinhalb Monaten und bestand aus 17 Konzerten. Die Setlist während der Tour bestand aus 23 Titeln, wobei Mai mit Mein Sommer und Wiedersehen zwei Titel aus ihrem kommenden neuen Studioalbum Schlager präsentierte. Das Programm bestand aus einer Mischung aller vier Studioalben Mais, wobei die meisten Titel das Studioalbum Regenbogen stellte. Während der Bühnenproben – im Vorfeld des geplanten Konzertes in Rostock am 21. April 2018 – verunglückte Mai mit einem ihrer Tänzer. Sie verletzte sich dabei an der Wirbelsäule und musste in ein Krankenhaus eingeliefert werden. Neben dem Konzert in Rostock wurden zunächst alle weiteren Pressetermine in den Folgewochen abgesagt. Obwohl Mai nicht voll belastbar war, fanden die restlichen Termine wie geplant statt. Die Bühnenshow beziehungsweise die Tanzchoreografien wurden so angepasst, dass sie für Mai zu bewältigen waren. Des Weiteren wurde das Konzert in der Arena Kreis Düren in Düren von einer Bombendrohung überschattet. Laut Mai habe es nach einer Stunde bereits Entwarnung gegeben und das Konzert fand wie geplant statt. Die Sicherheitsvorkehrungen waren laut Bild am Sonntag verschärft worden, weswegen sich das Konzert um circa 30 Minuten verzögerte. Weshalb es zur Verzögerung kam, sei den Fans nicht mitgeteilt worden.

## Singleauskopplungen
Und wenn ich träum
Bereits vier Monate vor der Veröffentlichung von Regenbogen erschien mit Und wenn ich träum die erste Singleauskopplung des Albums am 3. April 2017. Zunächst erfolgte nur eine Veröffentlichung als Promo-Single. Eineinhalb Monate später erschien die Single offiziell als Download und physische 2-Track-Single am 19. Mai 2017. Ein von Oliver Sommer gedrehtes und von den AVA Studios produziertes Musikvideo feierte am 19. Mai 2017 auf YouTube seine Premiere. In Und wenn ich träum geht es inhaltlich um die Ungewissheit einer möglichen Trennung, von einer Beziehung, die man noch nicht bereit ist aufzugeben. Es geht darum, um seine Liebe zu kämpfen. Bei den Kritikern stieß das Lied auf wenig Gegenliebe und wurde unter anderem als „lauwarmer Neuaufguss“ von Ich sterb für dich bezeichnet. Bis heute blieb dem Stück ein Charteintritt in die offiziellen Singlecharts verwehrt, jedoch erreichte das Stück die Chartspitze der deutschen Konservativ Pop Airplaycharts.
Nie wieder
Eine Woche vor der Albumveröffentlichung erschien mit Nie wieder die zweite Singleauskopplung am 4. August 2017. Die Single erschien ebenfalls als physische 2-Track-Single. Darüber hinaus gibt es verschiedene Remixversionen von Jeo und Frank Rapid, die als Download erhältlich sind. Das dazugehörige Musikvideo feierte am 4. August 2017 auf YouTube seine Premiere. Bis heute blieb dem Stück ein Charteintritt in die offiziellen Singlecharts verwehrt, jedoch erreichte sie in den deutschen Konservativ Pop Airplaycharts für vier Wochen die Chartspitze.
In einem Interview mit Focus Online beschrieb Mai Nie wieder als ihr Lieblingsstück des Albums. Das Stück habe zuvor schon einige Jahre in der Schublade gelegen. Sie habe schon bei ihrem ersten Album über seine Veröffentlichung nachgedacht. Viele aus ihrem Umfeld hielten das Stück für zu „düster“ und dass das nicht zu ihr „passen“ würde. Sie habe ihren Mann fast schon angefleht, ihn ihr zu „blocken“. Sie wusste, dass irgendwann der Tag kommt, an dem er perfekt zu ihr passen würde und jetzt sei der Zeitpunkt gekommen. Sie sei froh, dass es so war, denn jetzt passe alles. Jedes Mal, wenn sie ihn spiele, könnte sie „wie ein Schlosshund“ heulen. Die Fans singen ihn mit, das sei für Mai eine „schöne Bestätigung“.
Regenbogen
Mit Regenbogen erschien die dritte und bislang letzte Singleauskopplung am 1. Dezember 2017. Die Single erschien als 2-Track-Single zum Download. Die Maxi-Single beinhaltet nicht die Albumversion, sondern zwei Remixversionen des Liedes. Die Remixe Hazienda Mix und Starchild Extended Remix stammen beide von Felix Gauder. Bereits drei Wochen vor der offiziellen Veröffentlichung erschien Regenbogen in einer Pianoversion als Promo-Single. Kurz vor der Singleveröffentlichung trennte sich Mai von ihrem Produzenten Bohlen, verschiedene Quellen gehen davon aus, dass die Veröffentlichung von Regenbogen ein Dankeschön an diesen sei. Um das Lied zu bewerben, erfolgte ein Liveauftritt zur Hauptsendezeit in der D-A-CH-Show Spiel für dein Land – Das größte Quiz Europas. Am 1. Dezember 2017 erschien zur Pianoversion ein Musikvideo. Darin zu sehen sind größtenteils Nahaufnahmen Mais, die das Lied vor einem Naturhintergrund singt. Wie Nie wieder verfehlte Regenbogen auch die offiziellen Singlecharts, konnte sich jedoch ebenfalls für drei Wochen an der Chartspitze der Konservativ Pop Airplaycharts platzieren.

## Mitwirkende
Die folgende Aufstellung ist einer Liste aller Mitwirkenden des Projektes Regenbogen. Die wiederkehrenden Mitwirkenden auf der „Gold Edition“ werden nicht erneut aufgeführt, für jeden Titel werden die Mitwirkenden lediglich einmal aufgeführt. Lieder, die nur auf der „Gold Edition“ vorhanden sind, werden mit einem “G” vor der Titelnummer gekennzeichnet.
Albumproduktion
- Dieter Bohlen – Komponist (Lieder: 1–2, 4, 6, 8, 11–18, G19), Liedtexter (Lieder: 1–2, 4, 6, 8, 11–18, G19), Musikproduzent (Lieder: 1–2, 4, 6, 8, 11–18, G19)
- John Ewbank – Komponist (Lied 10), Liedtexter (Lied 10)
- Jörn-Uwe Fahrenkrog-Petersen – Komponist (Lied G11)
- Felix Gauder – Komponist (Lieder: G1, G4), Liedtexter (Lieder: G1, G4), Musikproduzent (Lieder: G1, G4, G11)
- Alice Gernandt – Komponist (Lied 7)
- Choukri Gustmann – Abmischung (Lieder: 9–10), Programmierung (Lieder: 9–10)
- Miha Hercog – Instrumentalisierung (Lied 14)
- Carlo Karges – Liedtexter (Lied G11)
- Billy King – Hintergrundgesang (Lieder: 1, 14, 18)
- Laura Kloos – Komponist (Lied G1), Liedtexter (Lied G1)
- Alexander Kronlund – Komponist (Lied 9), Liedtexter (Lied 9)
- Christoph Leis-Bendorff – Hintergrundgesang (Lieder: 1–2, 4, 6, 8, 11–18)
- Florian Lipphardt – Keyboard (Lied G3)
- Katharina Löwel – Komponist (Lied 3), Liedtexter (Lied 3)
- Katerina Loules – Hintergrundgesang (Lieder: 9–10)
- Lukas Loules – Abmischung (Lieder: 9–10), Hintergrundgesang (Lieder: 9–10), Instrumentalisierung (Lieder: 9–10), Komponist (Lieder: 9–10, G4), Liedtexter (Lieder: 9–10, G4), Musikproduzent (Lieder: 9–10)
- Tryna Loules – Komponist (Lied 9), Liedtexter (Lied 9)
- Vanessa Mai – Gesang (Lieder: 1–17), Liedtexter (Lieder: 3, 17)
- Joachim Mezei – Abmischung (Lieder: 1–8, 11–18, G19), Koproduzent (Lieder: 1–2, 4, 6, 8, 11–18, G19), Instrumentalisierung (Lieder: 1–8, 11–18, G19), Mastering (Lieder: 1–2, 4, 6, 8, 11–18, G19)
- MM Sound – Mastering (Lieder: 3, 5, 7, 9–10)
- Oli Nova – Komponist (Lieder: G1, G4), Liedtexter (Lieder: G1, G4)
- Alex Prinz: Hintergrundgesang (Lieder: 3, 5, 7)
- Tobias Röger – Komponist (Lied 5), Liedtexter (Lied 5)
- Fabian Römer – Liedtexter (Lied 7)
- Jaakko Salovaara – Komponist (Lied 7)
- Patric Sarin – Komponist (Lied 7)
- Silverjam – Hintergrundgesang (Lieder: 3, 5, 7), Instrumentalisierung (Lieder: 3, 5, 7), Musikproduzent (Lieder: 3, 5, 7)
- Simon Werle – Komponist (Lied 5)
- Bernhard Wittgruber – Komponist (Lied 3), Liedtexter (Lied 3)

Artwork (Begleitheft, Cover)
- Sandra Ludewig – Fotograf
- Ronald Reinsberg – Artwork

Unternehmen
- AFM|Publishing – Verlag
- Arabella – Verlag
- Ariola – Musiklabel
- B 612 – Verlag
- Blue Obsession Musikverlag – Verlag
- BMG Rights Management – Verlag
- Rolf Budde Musikverlag – Verlag
- Chandlers Ford Music – Verlag
- Edition Tonhalle – Verlag
- Hanseatic – Verlag
- Jeopark Studio – Tonstudio
- Kobalt Music – Verlag
- Madizin Studios – Tonstudio
- MXM – Verlag
- Napa Songs – Verlag
- Rudi Schedler Musikverlag – Verlag
- Telescope Music Publishing – Verlag
- Universal Music Publishing – Vertrieb
- Warner/Chappell – Verlag

## Rezensionen
Dani Fromm vom deutschsprachigen Online-Magazin laut.de vergab für Regenbogen lediglich einen von möglichen fünf Sternen. Es beschrieb die Musik unter anderem als „Bummsdisco-Synthie-Sound der 90er“. Des Weiteren empfindet er zahlreiche Abkupferungen. Der Refrain von Echo klinge nach einer „Eins-zu-eins-Kopie“ von Caught in the Acts Love Is Everywhere und Dieser eine Augenblick erinnere an Take Thats Back for Good. Bei Und wenn ich träum habe sich Bohlen wenigstens bei sich selbst und der Vorjahresproduktion Ich sterb für dich bereichert. Ich kann heute Nacht nicht schlafen vergleicht Fromm mit My Heart Will Go On von Céline Dion, wobei Dion eine „begnadete Sängerin“ sei, während Mai über „kein Quäntchen Stimmvolumen“ verfüge. Die Logik der Texte seien „reißaus“. Man müsse eine „unsachgemäß durchgeführte Lobotomie“ hinter sich haben, um sich von derlei „Gaga-Lyrik“ nicht unflätig in seiner „Restintelligenz“ beleidigt zu fühlen. Ohne chemische Hilfe lasse sich der „abgegrabbelte Stumpfsinn“, der hier aus jeder Textzeile „dröppelt“, wirklich nicht aushalten. Mai käme außerdem „maximal emotionslos“ rüber. Zum ersten und einzigen Mal auf Regenbogen fühle sich Fromm am Ende mit folgender Aussage ihr „wahrhaftig“ nahe: „Ich kann vor Schmerzen kaum noch atmen“.

## Kommerzieller Erfolg

### Chartplatzierungen
Regenbogen erreichte in Deutschland Position eins der Albumcharts und konnte sich eine Woche an der Chartspitze, drei Wochen in den Top 10 sowie 38 Wochen in den Top 100 halten. Des Weiteren erreichte Mai nach Wachgeküsst und Für Dich zum dritten Mal die Chartspitze der Schlagercharts sowie erstmals die Chartspitze in den deutschsprachigen Albumcharts in Deutschland. In Österreich erreichte das Album Position zwei und musste sich lediglich dem Nockalm Quintett mit ihrem Album In der Nacht geschlagen geben. Das Album hielt sich drei Wochen in den Top 10 und 31 Wochen in den Charts. In der Schweiz erreichte Regenbogen ebenfalls Position zwei, musste sich hier jedoch Land ob de Wolke vom Jodlerklub Wiesenberg geschlagen geben. Das Album hielt sich zwei Wochen in den Top 10 sowie 15 Wochen in der Hitparade. 2017 platzierte sich das Album auf Position 69 der Album-Jahrescharts in Deutschland sowie auf Position 64 in Österreich.
Für Mai ist Regenbogen der jeweils vierte Charterfolg in Deutschland, Österreich und der Schweiz. Es ist ihr dritter Top-10-Erfolg in Deutschland und Österreich, sowie ihr zweiter in der Schweiz. Regenbogen ist Mais erster Nummer-eins-Erfolg in Deutschland. Es ist ihr viertes Studioalbum in Folge, das sich gleichzeitig in allen D-A-CH-Staaten platzieren konnte. Bis heute konnte sich kein Album Mais höher in allen drei Ländern platzieren.
| ChartsChartplatzierungen | Höchstplatzierung | Wochen |
| ------------------------ | ----------------- | ------ |
| Deutschland (GfK)        | 1 (38 Wo.)        | 38     |
| Österreich (Ö3)          | 2 (31 Wo.)        | 31     |
| Schweiz (IFPI)           | 2 (15 Wo.)        | 15     |

| ChartsJahrescharts (2017) | Platzierung |
| ------------------------- | ----------- |
| Deutschland (GfK)         | 69          |
| Österreich (Ö3)           | 64          |

### Auszeichnungen für Musikverkäufe
Im Januar 2018 wurde Regenbogen in Deutschland mit einer Goldenen Schallplatte für über 100.000 verkaufte Einheiten ausgezeichnet.
| Land/Region        | Auszeichnungen für Musikverkäufe (Land/Region, Auszeichnung, Verkäufe) | Verkäufe |
| ------------------ | ---------------------------------------------------------------------- | -------- |
| Deutschland (BVMI) | Gold                                                                   | 100.000  |
| Insgesamt          | 1× Gold ·                                                              | 100.000  |